# Empis oribi
Empis oribi är en tvåvingeart som beskrevs av Smith 1969. Empis oribi ingår i släktet Empis och familjen dansflugor. Inga underarter finns listade i Catalogue of Life.